# الینا پارتوکا
الینا پارتوکا (استونیایی: Elina Partõka؛ زادهٔ ۲ اوت ۱۹۸۳) شناگر اهل استونی است. وی در بازی‌های المپیک تابستانی ۲۰۰۰، ۲۰۰۴ و ۲۰۰۸ شرکت کرده است.